# Ernst von Theumer junior

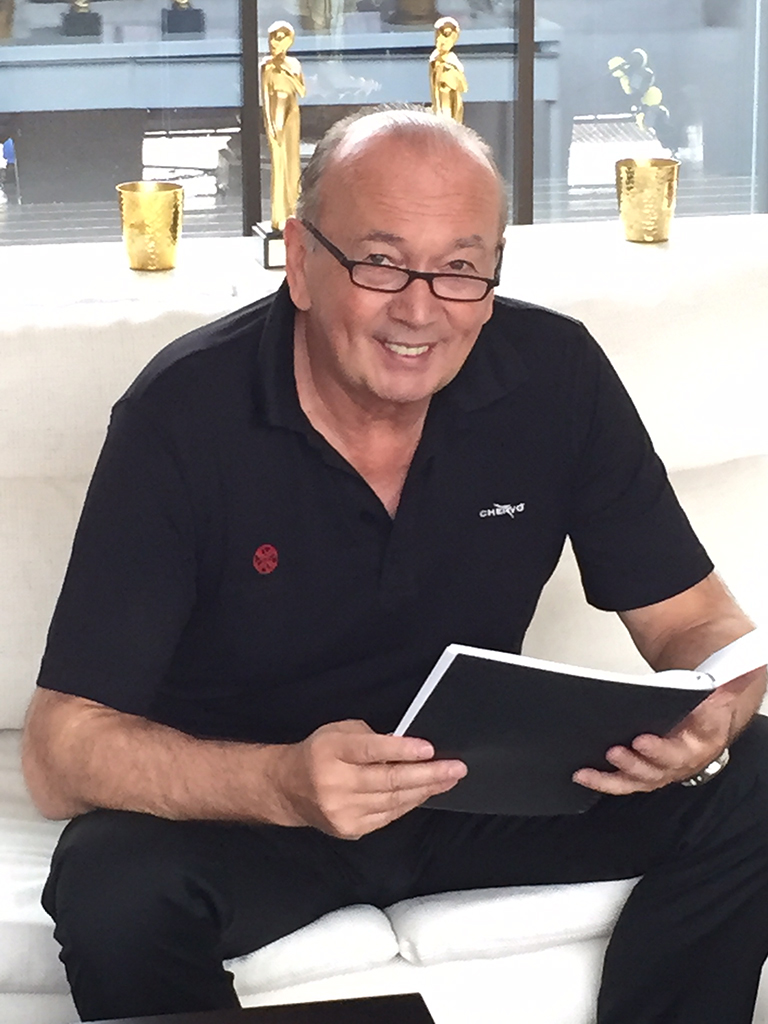
Ernst Ritter von Theumer

Ernst von Theumer junior, auch Ernst Ritter von Theumer; (* 13. Mai 1949 in Wörgl, Tirol, Österreich) ist ein österreichischer Filmproduzent beim deutschen Fernsehen.

## Leben
Das Geschlecht derer von Theumer lässt sich bis in das Jahr 1780 zurückverfolgen. Theumers gleichnamiger Vater, Ernst Ritter von Theumer senior, arbeitete seit den 1950er Jahren als Kameramann und hat sich später als Filmproduzent und Regisseur einen Namen mit zahllosen Action Filmen (darunter In der Hölle ist noch Platz, Camp der Verdammten, Der Satan mit den roten Haaren, Perry Rhodan – SOS aus dem Weltall, Die Totenschmecker) gemacht. Über ihn stieß Theumer junior nach einer Ausbildung zum Filmtechniker zur Fernseh-Filmbranche. 
Gerade 30 Jahre alt, wurde er vom WDR als Aufnahmeleiter zur ARD-Krimireihe Tatort geholt und war auch 1985 an der Herstellung des ersten Tatort-Kinofilms, des Schimanski-Krimis Zahn um Zahn, beteiligt. Nach einem weiten Kinofilm, Gabriel Baryllis Butterbrot, konzentrierte sich Theumer junior ganz auf die Stoffentwicklung und Herstellung von Fernsehproduktionen. Besonders große Publikumserfolge waren ihm mit der ARD-Vorabendserie Auf Achse mit Manfred Krug, dessen Anwaltsserie Liebling Kreuzberg er gleichfalls produzierte, der ZDF-Vorabendserie Unser Lehrer Doktor Specht mit Robert Atzorn und ab Mitte der 1990er Jahre mit der Krimireihe Der Bulle von Tölz mit Ottfried Fischer beschieden. Später produzierte Theumer auch immer wieder Einzelproduktionen für unterschiedliche Sender.
Ernst Ritter von Theumer ist Geschäftsführer der in München ansässigen Produktionsfirma Alexander-Film- und Fernsehproduktion GmbH. Er ist verheiratet mit Daniela von Theumer, geb. Harder.

## Filmografie (Auswahl)
beim Fernsehen, wenn nicht anders angegeben
- 1979–1989: Tatort (mehrere Folgen)
- 1985: Zahn um Zahn (Kinofilm)
- 1989: Butterbrot (Kinofilm)
- 1992: Unser Lehrer Doktor Specht (Serie)
- 1993: Die Wildnis (Kinofilm)
- 1993–1996: Ein Bayer auf Rügen (Serie)
- 1996–2007: Der Bulle von Tölz (Serie)
- 2003–2006: Zwei am großen See (Serie)
- 2006–2007: Stadt, Land, Mord! (Serie)
- 2008: Wieder daheim
- 2008: Meine liebe Familie
- 2011: Von Mäusen und Lügen
- 2013: Familie inklusive